# 파티흐 술탄 메흐메트 교

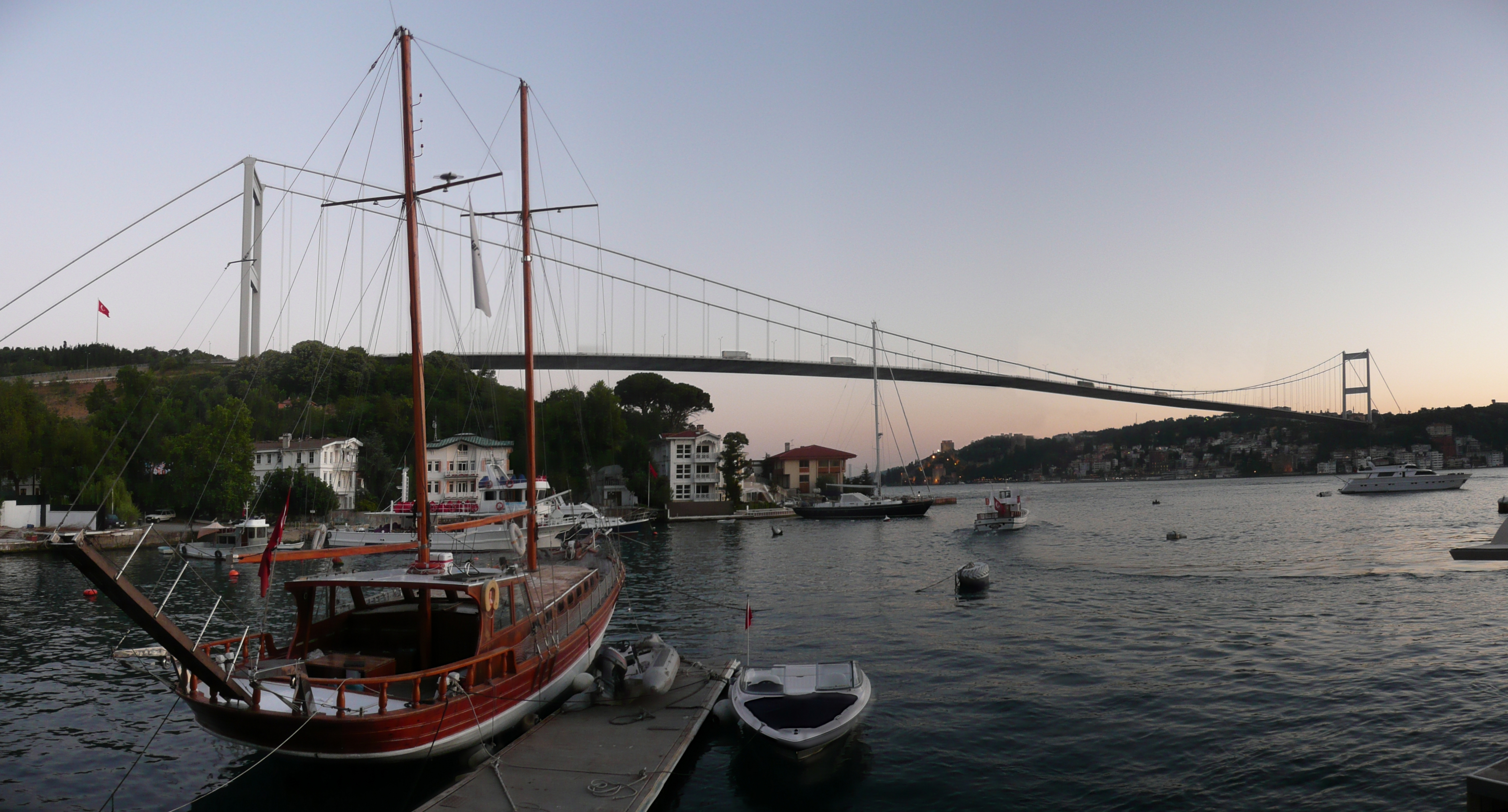
파티흐 술탄 메흐메트 교

파티흐 술탄 메흐메트 교(튀르키예어: Fatih Sultan Mehmet Köprüsü)는 튀르키예 이스탄불 보스포루스 해협에 있는 2개의 현수교 가운데 하나로(다른 다리 이름은 제1 보스포루스 교로 불리는 7월 15일 순교자의 다리), 튀르키예에서는 제2 보스포루스 교(튀르키예어: Fatih Sultan Mehmet Köprüsü, F.S.M. Köprüsü 또는 2. Köprü)로 부른다. 1986년 공사가 시작되어 1988년 7월 3일 완공되었다.

## 같이 보기
- 7월 15일 순교자의 다리
- 마르마라이